# تیزیانو بروزونه
تیزیانو بروزونه (انگلیسی: Tiziano Bruzzone؛ زادهٔ ۱۹ اوت ۱۹۸۴) بازیکن فوتبال اهل ایتالیا است.
از باشگاه‌هایی که در آن بازی کرده‌است می‌توان به باشگاه فوتبال کالیاری اشاره کرد.